# Miss Mundo 1957
Miss Mundo 1957 foi a 7ª edição do concurso de beleza feminino de Miss Mundo. O certame idealizado e produzido pelo gerente de vendas publicitárias da Mecca Leisure Group, Eric Douglas Morley, foi realizado no dia 14 de outubro de 1957. Tendo como palco o Lyceum Theatre, o concurso reuniu vinte e três (23) candidatas de diferentes países. A vencedora do certame foi a representante da Finlândia, Marita Lindahl, coroada por June Hyde (Miss Welcome to London), na ausência da rainha cessante Petra Schürmann. 

## O concurso

### Concursos nacionais
Em 1957, o Ceilão (atual Sri Lanka) e Honduras não realizaram um concurso local devido à instabilidade política e social que esses países viviam na época. A Nova Zelândia não realizou uma competição nacional e, na Noruega, não tinham fundos para enviar a vencedora a nenhum concurso internacional. No entanto, em maio do mesmo ano, no Brooklyn, Nova York, a "Associação Empresarial Escandinava-Americana" elegeu Charlotte Listou, de anos 18, como "Miss Norway" para representá-los no desfile em comemoração à Independência daquele país. A escolha dela chegou aos ouvidos de Morley e ele tentou convencer os organizadores a mandá-la para o seu certame. Nesse caso, os fundos financeiros foram aprovados para enviar a garota, mas ela se recusou a participar porque não estava interessada no mundo dos concursos de beleza. 
Apesar dos convites recusados e concursos nacionais não realizados, no dia 9 de junho, a senhorita Muneko Yorifuji, foi eleita como a nova representante japonesa a caminho do Miss Mundo em um evento especialmente criado e realizado pelo segundo ano consecutivo para selecionar a representante japonesa para o concurso mundial. Também, no dia 28 de junho, o concurso Miss Venezuela 1957 foi realizado novamente pelo renomado e tragicamente falecido apresentador de televisão Renny Ottolina, e os organizadores locais decidiram que a nova rainha, Consuelo Leticia Nouel Gómez, nascida em Caracas e estudante de Direito de 22 anos e 1.80 metro de altura, frequentaria primeiramente o Miss Universo e logo após, o Miss Mundo. 
Nos Estados Unidos, a vencedora do concurso Miss USA, coroada em 17 de julho de 1957, Mary Leona Gage, do estado de Maryland, foi desclassificada dois dias após sua eleição, depois de descobrir que havia mentido na sua idade, 18 anos, em vez de 21 anos, ela foi casada duas vezes e teve dois filhos. A vice-campeã, Miss Utah, Charlotte Sheffield, foi então designada como a nova detentora da faixa. 
Em Rimini, Itália, em 8 de setembro, foi realizado um evento especial para selecionar a representante italiana ao Miss Mundo. A vencedora foi Anna Gorassini, de 20 anos. Enquanto isso, na França, os organizadores locais não realizaram um concurso desta vez, mas designaram a senhorita Claude Inés Navarro, que na época era "Miss Mediterranean", como a representante francesa ao título. Claude, de pais espanhóis, nasceu em Maoussa, Argélia e foi eleita "Miss French Algeria" em Oran em 1957 e, antes disso, "Miss Nautical Salon" de Paris em 1956. Ainda na capital francesa, o concurso "Miss Antilhas" foi realizado e foi vencido por Pascaline Herisson, da ilha de Guadalupe, mas os organizadores não conseguiram arrecadar os fundos necessários para enviá-la a Londres. O mesmo aconteceu com a Miss Suíça, Yvonne Bridel e Miss Egito, Zubaida Tharwat, que também não viajaram para a disputa. 
Apesar dessas ausências, Morley esperava a participação recorde de 25 países na edição de 1957, no entanto, no último minuto e apesar de esperado, mais duas candidatas não chegaram a cidade sede: Miss Turquia, Leyla Sayar, 17 anos de Istambul e a Miss Polônia, Alicja Bobrowska, 21, de Cracóvia, eleita em 18 de agosto de 1957 em Varsóvia e que mais tarde representaria seu país pela primeira vez no Miss Universo de 1958. 

### Gripe
Esta edição deve sempre ser lembrada por Eric Morley como uma das mais difíceis da história do concurso. E ele não disse isso apenas por causa da beleza das candidatas, mas por causa da quantidade de problemas que isso trouxe para ele. A usual apresentação das candidatas à imprensa trajando maiôs, foi realizada em um coquetel no "Café de Paris". Quinze das dezessete rainhas da beleza compareceram, pois as representantes da Dinamarca e da Bélgica adoeceram com uma misteriosa gripe global, chamada Gripe asiática. A representante local, Miss Grã-Bretanha (Leila Williams) também não se juntou ao grupo porque estava sofrendo da mesma doença. Segundo informações da imprensa, a candidata inglesa caiu da cama. Quatorze das senhoritas apareceram em seus trajes de banho, mas a senhorita da Grécia havia esquecido a dela em seu país. A de Luxemburgo também não tinha feito as malas, mas correu para comprar uma assim que chegou à cidade. Ao saber que várias meninas estavam doentes com gripe, Miss Estados Unidos disse que estava cruzando os dedos para não pegar a gripe asiática. Após a apresentação na imprensa, as representantes da França, Israel, Canadá e Itália surgiram como favoritas. Este ano, duas nações estrearam no concurso: Canadá e Luxemburgo. 
Na terça-feira, 8 de outubro, Morley ainda estava aterrorizado com os problemas. Além da Miss Bélgica e Dinamarca, a candidata da Tunísia também pegou a tal gripe asiática; Miss Islândia não havia chegado; A turca e a polonesa haviam cancelado sua participação. A senhorita do Marrocos estava com dor de garganta; A roupa de banho da concorrente de Luxemburgo não se encaixava e a irlandesa sentia saudades de casa. Miss Grã-Bretanha se juntou ao grupo naquele dia, ela já estava recuperada da gripe. As jovens belezas, algumas fungando, outras tossindo, estavam dispostas a ganhar um carro esportivo e um prêmio em dinheiro com o título de Miss Mundo. 
Miss Dinamarca conseguiu se recuperar da gripe, mas a Miss Canadá e Alemanha caíram na cama junto com duas das três chaperonas, causando mais dor de cabeça ao já perturbado Morley. Para completar seu pesadelo, agora era a candidata da Holanda que queria voltar para casa. Morley, obstinado diante de tantos problemas, disse-lhe que ela tinha permissão para se retirar e voltar à Holanda, mas que havia uma segunda senhorita holandesa que ficaria encantada em participar. Foi então que a candidata deixou a birra de lado e decidiu permanecer no concurso. A candidata mais velha a participar do concurso até então era a candidata da Austrália, ela era uma modelo que morava em Londres. Morley conseguiu localizá-la e a convenceu a participar do concurso. Ronnie, da cidade de Melbourne, tinha sido "Miss Victoria" dez anos antes, em 1947. Se naquela época ela tinha 22 anos, então competiu ao título deste ano com 32 anos. 
Na sexta-feira, 11 de outubro, nove das beldades estavam na cama e as contas médicas de Morley aumentavam a cada minuto. Os espirros e a tosse de uma coleção de misses internacionais - espalhados como uma coleção de prêmios de puro-sangue doentes na véspera de uma grande corrida - estavam deitadas em seus quartos de hotel no "Howard Hotel". Os funcionários do concurso, privados de mais de um terço de suas candidatas, reuniram equipes de médicos para ajudar a colocar as belezas de pé novamente dentro do prazo de 48 horas. A gripe asiática deixou as misses Irlanda e Estados Unidos com febre, calafrios e laringite; eram colegas de quarto da já doente Miss Canadá; Miss África do Sul e Islândia também adoeceram; Miss Bélgica, Tunísia e Alemanha ainda não haviam se recuperado. No total, havia 12 mulheres jovens que tiveram que ser assistidas por médicos durante o concurso. As demais candidatas foram aos ensaios no "Lyceum Ballroom" e, à noite, compareceram a um luxuoso jantar convidado pelo duque e pela duquesa de Bedford. 

### Final
O concurso começou com a apresentação da banda marcial da Força Aérea Real Britânica, com uma abertura especial de meia hora. Eric Morley imediatamente se dirigiu à platéia para falar um pouco sobre o concurso. Ele disse sobre a próxima Miss Mundo, quem ganhar naquela noite seria "quem tem graça, charme e comportamento, quem é inteligente e quem tem uma maneira apropriada de falar". Os concursos internacionais de beleza, segundo o diretor organizador, "deveriam ser um fator útil para uma melhor compreensão internacional". Posteriormente, o público se levantou para ouvir os acordes do Hino Nacional Britânico. Depois de apresentar os juízes, Morley apresentou o mestre de cerimônias, Paul Carpenter, encarregado de apresentar as 23 belezas em seu desfile individual em vestidos de noite e em ordem alfabética. As mais aplaudidas na entrevista foram Miss Grécia, Miss Israel e Miss Japão. 
Devido a um empate, sete meninas foram nomeadas em vez das seis finalistas habituais. As sortudas foram: Dinamarca, Finlândia, França, Israel, Japão, África do Sul e Tunísia. As sete finalistas colocaram-se a frente dos juízes para que pudessem dar o seu veredicto final, usando o sistema de votação por maioria. 
Em sexto lugar, a grande favorita de muitos, Miss França, Claude Ines Navarro, 19, levou para casa £ 25. Miss Japão, Muneko Yorifuji, 21 anos, de Nishinomiya, ganhou o quinto lugar, levando como prêmio £ 50 libras. A quarta posição correspondia à candidata da Tunísia, Jacqueline Tapia-Bayle, 17, com um prêmio de £ 60. O terceiro lugar foi a outra das grandes favoritas, Miss África do Sul, Adele June Kruger, 19 anos, de Sasolburg, que ganhou £ 75 em prêmios em dinheiro. Em segundo lugar, a representante dinamarquesa, Lilian Juul Madsen, de 19 anos, de Odense, que ganhou um prêmio de £ 100. Todos os finalistas receberam um troféu de prata e um buquê de flores. 
Finalmente, havia duas garotas nos bastidores. Foi quando Eric anunciou a vencedora, e ela era Miss Finlândia, Marita Anneli Lindahl, 18, de Helsinque. Marita, uma linda loira de 1,80m de altura (era a concorrente mais alta e também a mais pesada do concurso), recebeu uma capa, cetro e a coroa, além do buquê de rosas. Ela também recebeu um cheque de 500 libras esterlinas (cerca de 1.400 dólares americanos da época) e um carro esportivo no valor de mil libras, cortesia de "Lex Garages", que, para convencer qualquer incrédulo, estava permanentemente estacionado no palco. Além desses prêmios, os organizadores garantiram que, durante seu reinado, a garota finlandesa ganharia cerca de US$ 54.000 dólares em publicidade e apresentações pessoais. Nos bastidores estava a senhorita Israel, Sara Elimor, 17, da cidade de Givat Rambam, que então ficou em sétimo lugar. 

### A campeã

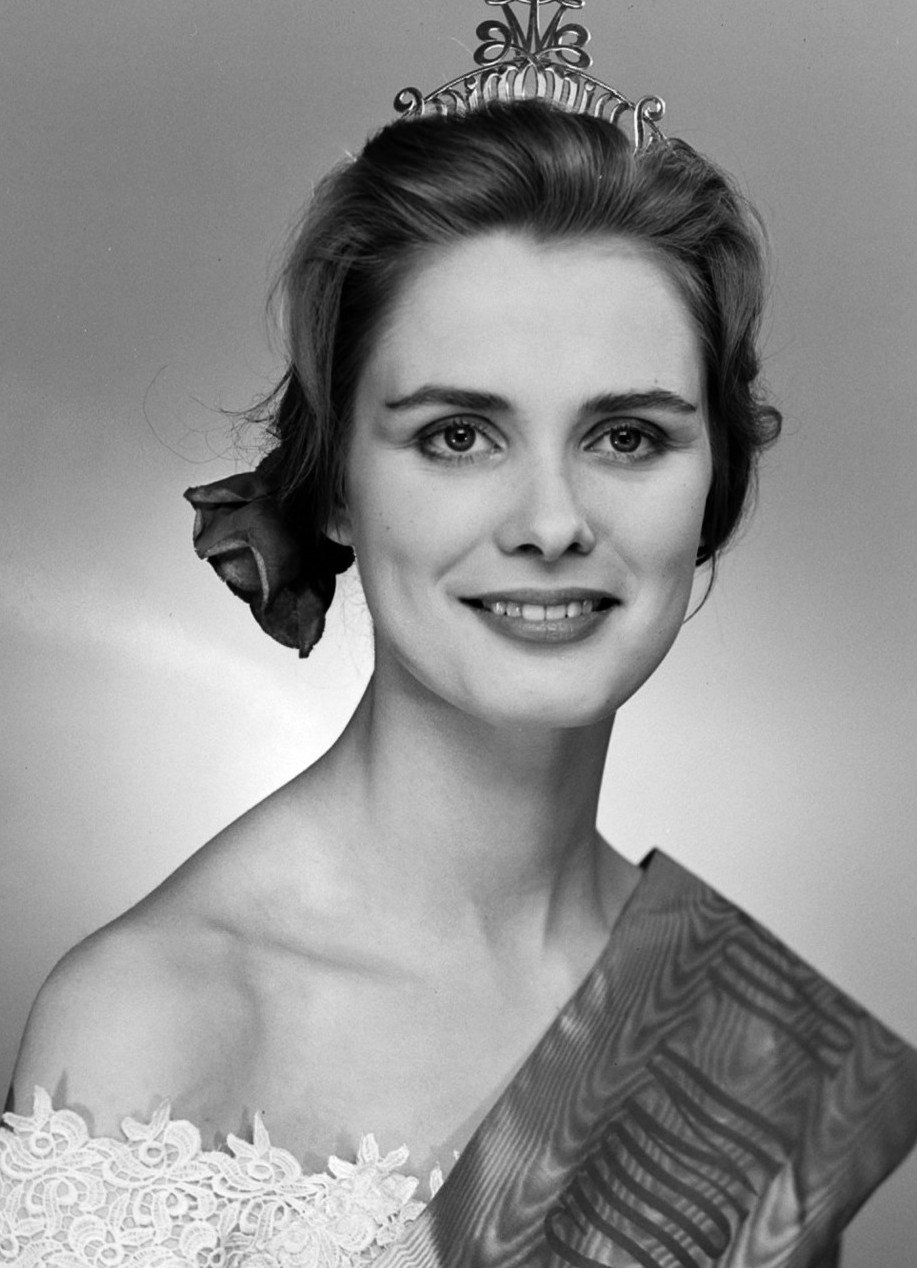
Marita Lindahl, da Finlândia.

Marita Anneli Lindahl nasceu em Helsinque em 17 de outubro de 1938. No final de janeiro de 1957, ela foi coroada como "Miss Suomi". Ela trabalhou como pedicure em um salão de beleza. Antes de ser eleita a mais bela do mundo naquele ano, ela participou do Miss Europa no dia 26 de junho do mesmo ano em Kurhaus, Baden-Baden, qualificando-se como vice-campeã. Depois de ganhar o título de Miss Mundo, ela fez uma breve carreira como modelo profissional, percorreu o Reino Unido, Alemanha, França, Itália e vários países da América Central e do Sul, além dos Estados Unidos e Canadá. Ela não viajou para Londres para coroar seu sucessora no ano seguinte. Ela foi convidada para fazer filmes por Federico Fellini e Luchino Visconti, mas rejeitou a oferta e decidiu voltar a ser pedicure. 
Em meados dos anos sessenta, estava noiva de um rico empresário finlandês, que ficou cego meses antes de se casar com ela. Marita rejeitou inúmeras ofertas de emprego para se dedicar em tempo integral ao namorado, ela estava dirigindo o seu carro, lendo seus jornais e livros e cuidando dele em todos os sentidos da palavra. No entanto, o cavalheiro morreu e eles não se casaram. Em 1967, ela abriu uma clínica de saúde em sua cidade natal e, no mesmo ano, conheceu quem seria seu futuro marido. Em 1970, casou-se com Martti Kirsitie, jornalista de rádio e diretor de várias agências de publicidade, cinco anos mais novo que ela e com quem ficou unida pelo resto da vida. Ela teve um filho chamado Martti. Em 1972, ela se tornou uma empresária de sucesso e, com o marido, era proprietária de um dos restaurantes mais populares da rua "Fredrikinkatu", chamado "Anglaterre", que eles venderam em 1976. 
Mais tarde, no início dos anos 80, mudou-se com a família para Kensington (Londres), por causa do trabalho do marido, retornando em 1984 a Helsinque. Em 1991, voltaram para a Inglaterra, desta vez para a cidade de Oxford, onde viveram até 2008. Eles voltaram a morar na Finlândia, onde Marita morreu em 21 de março de 2017 aos 78 anos de idade, devido a um acidente vascular cerebral enquanto tomava banho. "Nada mudou para mim quando ganhei a Miss Mundo e era assim que eu queria", ela disse anos depois de ser coroada a mulher mais bonita do planeta. 

## Resultados
| Posição   | País e Candidata                   |
| Vencedora | - Finlândia - Marita Lindahl       |
| 2º. Lugar | - Dinamarca - Lilian Madsen        |
| 3º. Lugar | - África do Sul - Adele Kruger     |
| 4º. Lugar | - Tunísia - Jacqueline Tapia-Boyle |
| 5º. Lugar | - Japão - Muneko Yorifuji          |
| 6º. Lugar | - França - Claude Navarro          |
| 7º. Lugar | - Israel - Sara Elimor             |

## Jurados
Ajudaram a definir a campeã: 
1. George Ibbotson, atleta;
2. Charles Jacobs, fotógrafo;
3. Trevor Howard, ator britânico;
4. Charles Eade, editor do jornal "Sunday Dispatch";
5. Lady Jane Vane-Tempest-Stewart, 8ª Marquesa de Londonderry;
6. Raine McCorquodale, condessa de Chambrun;
7. Claude Berr, membro do comitê "Miss Europa";
8. Stirling Moss, corredor de Fórmula Um;
9. Margaret Leighton, atriz britânica;
10. Laurence Harvey, ator britânico;
11. Norman Hartnell, designer;

## Candidatas
Disputaram o título este ano: 
| - África do Sul - Adele June Kruger - Alemanha - Annemarie Karsten - Austrália - Ronnie Goodlet - Áustria - Lilly Fischer - Bélgica - Jeanne Chandelle - Canadá - Judith Eleanor Welch - Dinamarca - Lilian Juul Madsen - Estados Unidos - Charlotte Sheffield - Finlândia - Marita Anneli Lindahl - França - Claude Inés Navarro - Grã-Bretanha - Leila Williams - Grécia - Naná Gasparatou | - Holanda - Christina van der Zijp - Irlanda - Nessa Welsh - Islândia - Runa Brynjolfdóttir - Israel - Sara Elimor - Itália - Anna Gorassini - Japão - Muneko Yorifuji - Luxemburgo - Josee Jaminet - Marrocos - Danielle Muller - Suécia - Elenore Ulla Edin - Tunísia - Jacqueline Tapia-Boyle - Venezuela - Consuelo Leticia Nouel Gómez |

## Histórico

### Desistências
- Egito - Zubaida Tharwat

- Guadalupe - Pascaline Herisson

- Gana - Monica Amekoafia

- Polônia - Alicja Bobrowska

- Suíça - Yvonne Bridel

- Turquia - Leyla Sayar